# Smederevo
Smederevo (Servisch: Смедерево) is een stad in Servië op 46 kilometer ten zuidoosten van de hoofdstad Belgrado gelegen aan de Donau.

## Geografie
In 2003 had de stad 62.900 inwoners, de agglomeratie 116.000.
De stad ligt aan de oostzijde van de Donau, en in Smederevo gaat er een brug over deze rivier. De rivierhaven van Smederevo is verder ook van belang.
Belangrijke industrieën van de stad en regio zijn de olieraffinaderij, staalproductie en wijnproductie. De Smederevkawijn is een zeer populaire wijn in Servië. Het woord Smederevka betekent 'vrouw uit Smederevo'. Het woord staat ook voor de druivensoort waarvan de wijn wordt vervaardigd.

## Enkele feiten over de geschiedenis van de stad
De stad bestond al in de Romeinse tijd. Het middeleeuwse fort werd tussen 1428 en 1430 n.Chr. door de despoot Djuradj Brankovic gebouwd. Hij maakte van Smederevo ook de hoofdstad van Servië. In 1440 veroverden de Ottomanen de stad, terwijl het dichtbijgelegen Belgrado pas 80 jaren later viel.
Op 8 juni 1941 vond in een munitiedepot in het fort van Smederevo een krachtige explosie plaats. Hierbij viel een zeer groot aantal slachtoffers: schattingen lopen uiteen van 1.500 tot 2.500 doden. Duizenden mensen raakten gewond.

## Bezienswaardigheden in en rondom Smederevo
- 15e-eeuws fort
- Sint Joriskerk en andere kerken
- Fort van Smederevo

## Sport
FK Smederevo is de betaaldvoetbalclub van de stad. De club won in 2003 de Beker van Servië & Montenegro.

## Geboren
- Aleksandar Mitrović (16 september 1994), voetballer
- Kosta Nedeljković (16 december 2005), voetballer

## Galerij

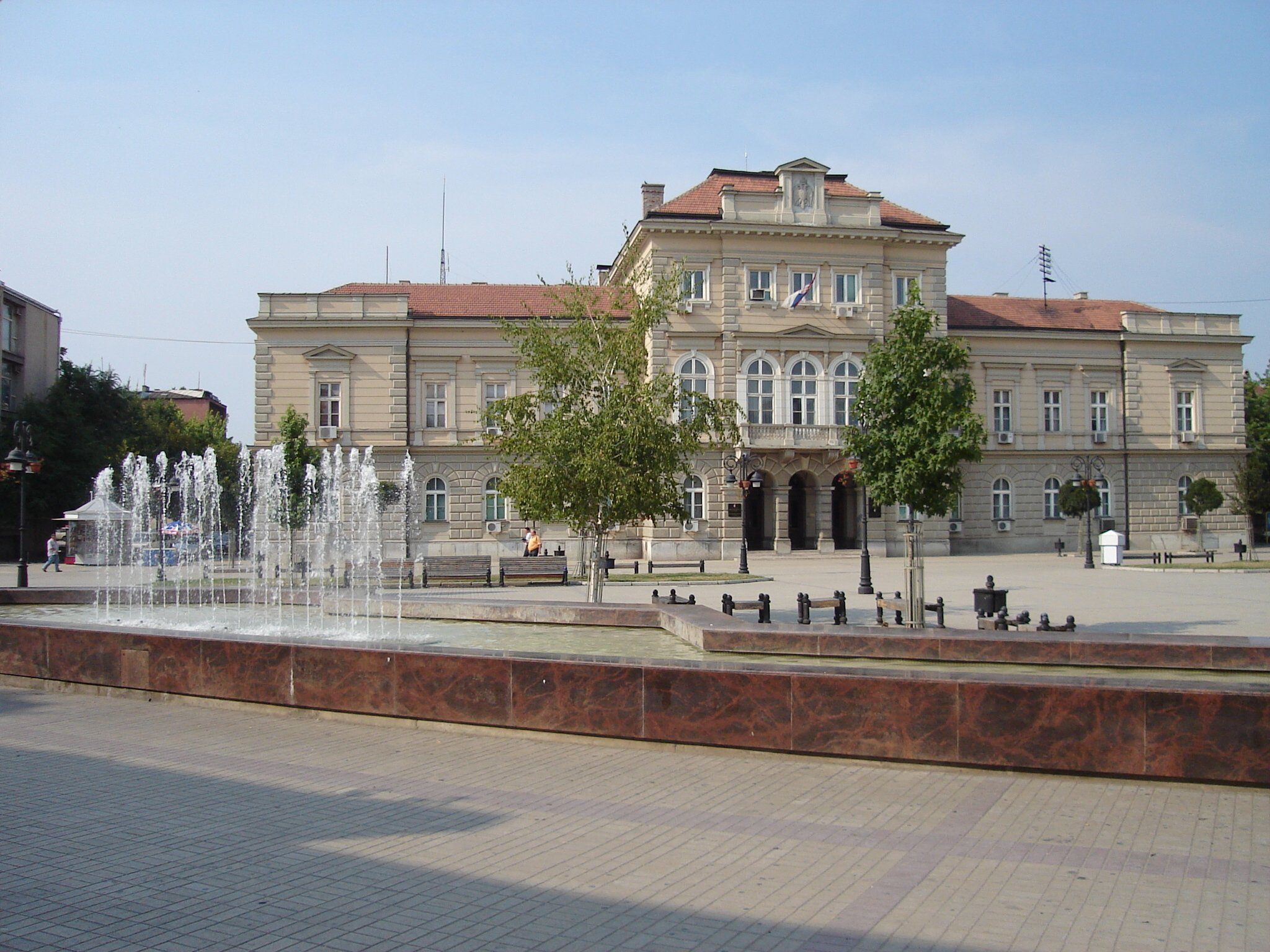
Stadhuis
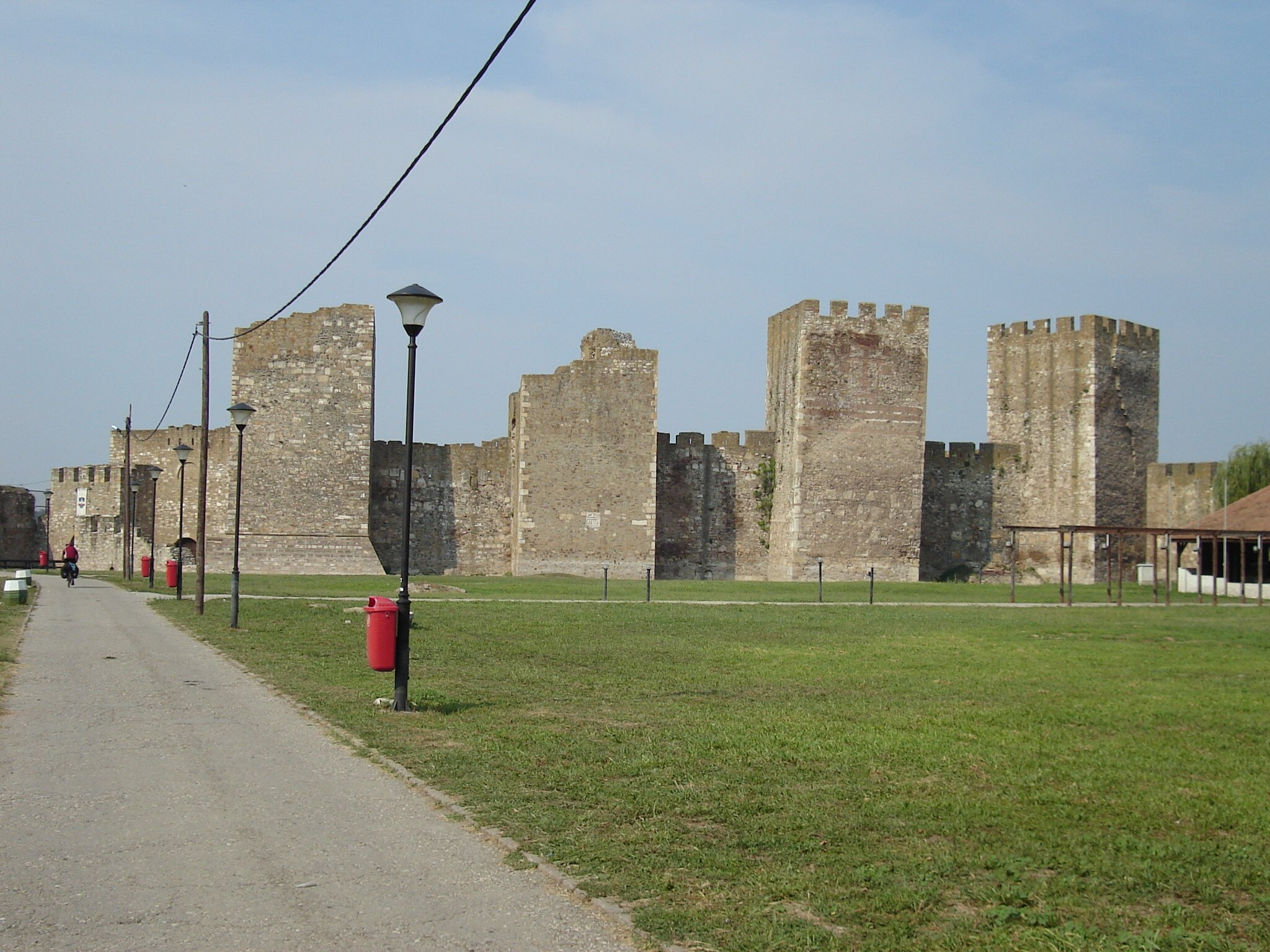
Fort van Smederevo
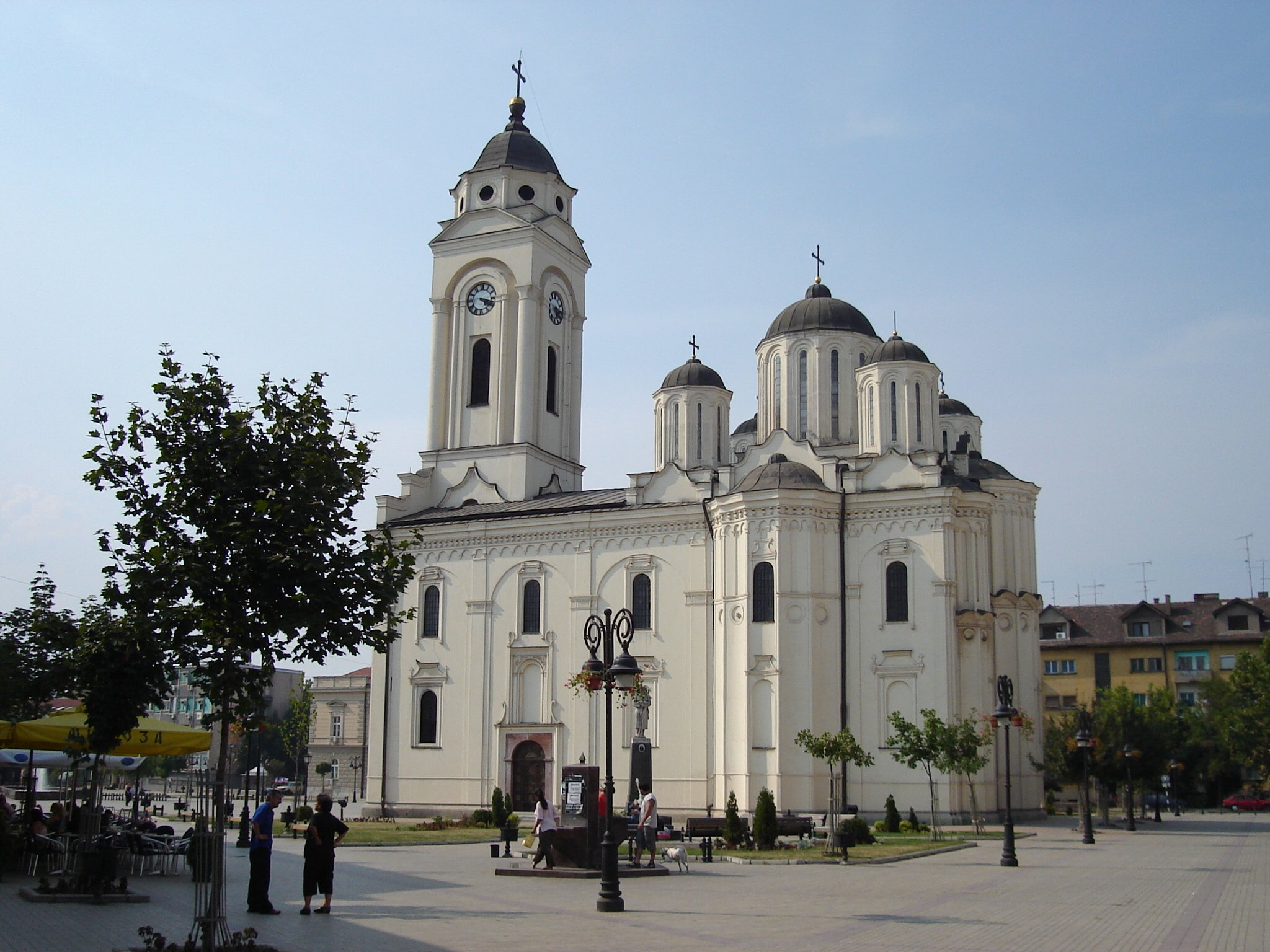
Kathedraal van St George, Smederevo
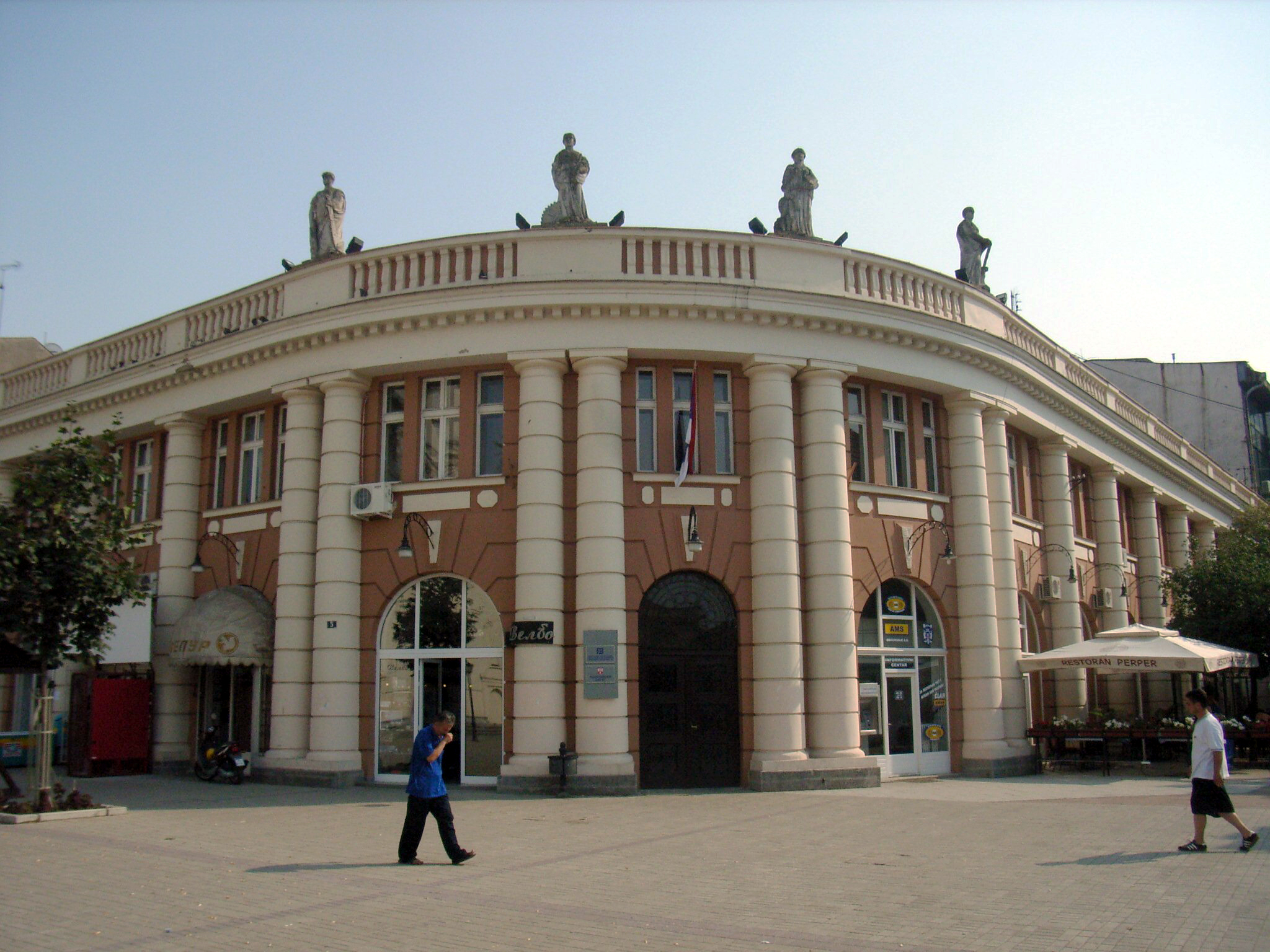
Marktplein van Smederevo